# Geldersch-Overijsselsche Lokaalspoorweg-Maatschappij

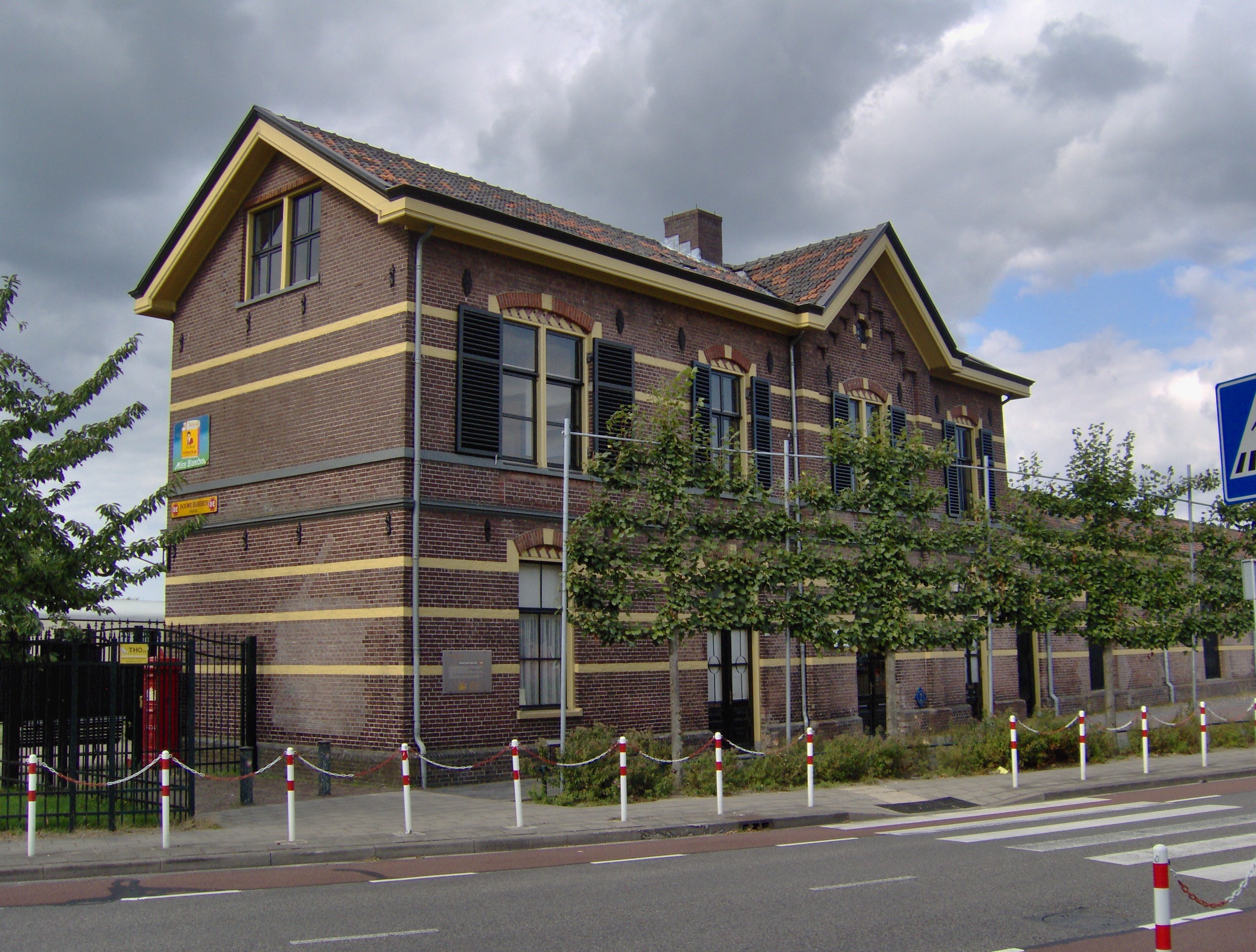
Station Haaksbergen (nu in gebruik bij de Museum Buurtspoorweg

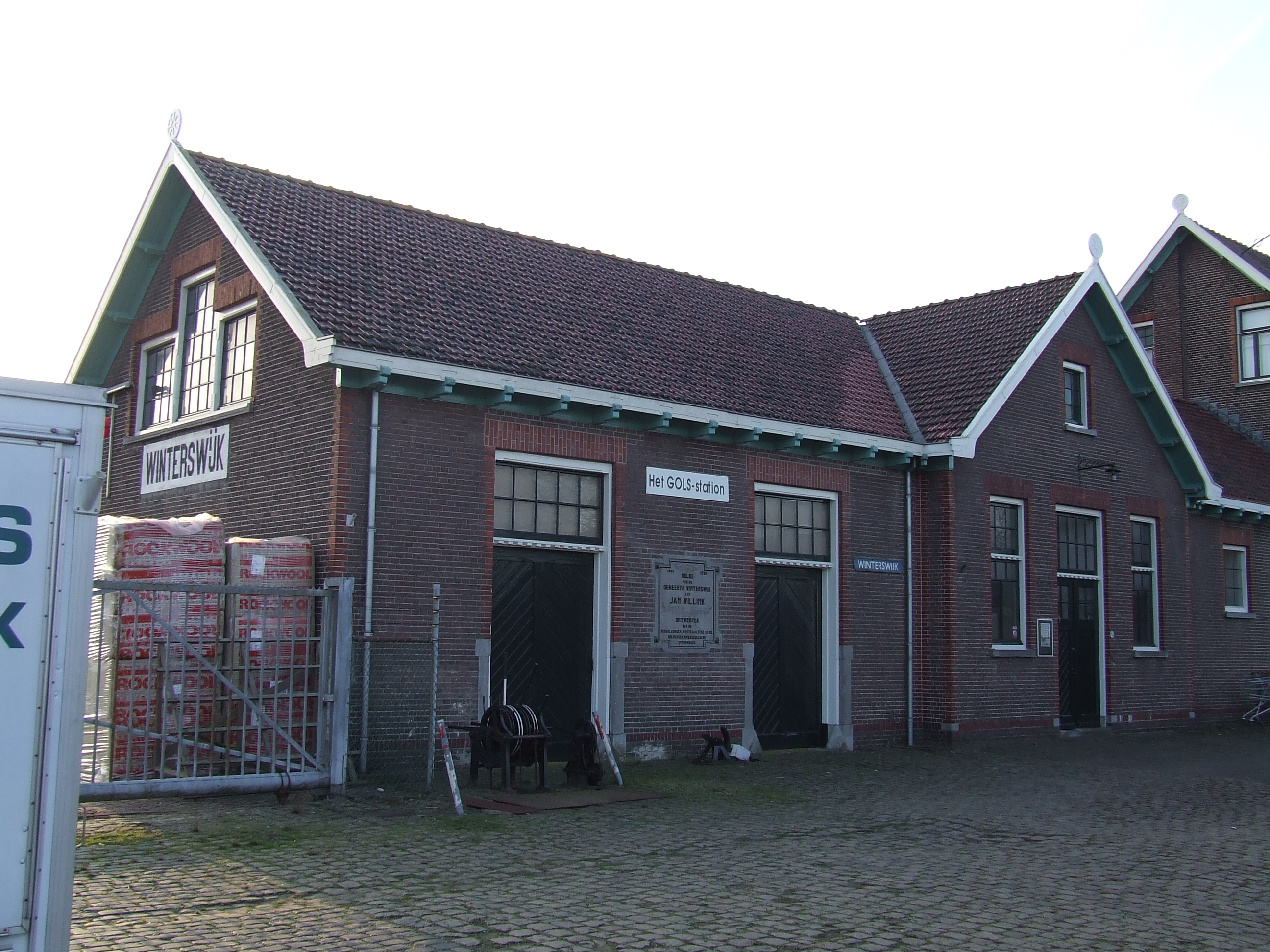
Het voormalige station Winterswijk-GOLS (nu in gebruik als museum)

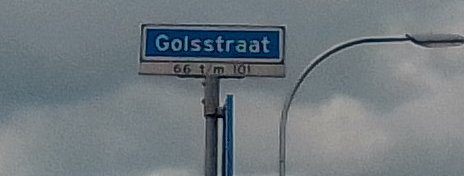
De lokaalspoorweg bestaat nog als straatnaam in Hengelo. Ook in Winterswijk is een Golsweg.

De Geldersch-Overijsselsche Lokaalspoorweg-Maatschappij of GOLS was een spoorwegmaatschappij die enkele lokaalspoorwegen tussen Gelderland en Overijssel beheerde. Oprichter was de Winterswijkse textielfabrikant Jan Willink, die in 1878 al de spoorweg Borken – Winterswijk – Zutphen aanlegde.

## Oprichting
Op 9 augustus 1878 kwam de Lokaalspoorwegwet tot stand, waarmee aanleg van goedkopere lijnen mogelijk werd. De wet regelde namelijk een eenvoudiger beveiliging en een lagere asdruk. Baanwachterswoningen met bijbehorend personeel waren niet langer verplicht op lokaalspoorwegen, waarbij de maximale snelheid echter op 30 km/h werd gesteld.
De Twentse textielfabrikanten waren gebaat bij een spoorlijn Winterswijk – Groenlo – Eibergen – Neede – Haaksbergen – Hengelo / Enschede. Onderling werd een comité opgericht dat de komst van spoor naar Enschede moest bevorderen. Hoewel de fabrikanten felle concurrenten van elkaar waren, werkte men goed samen en werd veel tijd in de ontwikkeling gestoken. Deze lijn was opgezet om een goede verbinding met het Ruhrgebied te krijgen. In Winterswijk sloot de lijn aan op twee eerder aangelegde lijnen naar Duitsland.
Op 18 juni 1881 richtte Jan Willink de GOLS op. De GOLS zou twee hoofdlijnen gaan exploiteren, met twee zijlijnen.
- Winterswijk – Neede – Boekelo – Hengelo
  - Boekelo – Enschede
- Winterswijk – Doetinchem – Zevenaar
  - Doetinchem – Ruurlo – Neede

De lijnen Winterswijk – Hengelo en Ruurlo – Neede werden op 15 oktober 1884 geopend. De lijn Winterswijk – Zevenaar kwam al snel op losse schroeven te staan, omdat de textielfabrikanten aan deze lijn veel minder belang hechtten dan aan de andere lijnen. Uiteindelijk werd Winterswijk – Zevenaar op 15 juli 1885 geopend. Op 7 december 1885 kwam de verbinding tussen Boekelo en Enschede gereed. Het GOLS-netwerk was daarmee 131 kilometer lang.

## Exploitatie
De uitvoering van de treindiensten werd toebedacht aan de Staatsspoorwegen (SS). Deze exploiteerden de pasgeopende Betuwelijn tussen Elst en Rotterdam en konden het lokaalspoorwegnet van de GOLS eventueel hiermee verbinden, waardoor een belangrijke verbinding tussen Enschede en Rotterdam zou ontstaan. In 1882 sloot Willink een exploitatieovereenkomst met de SS. Deze schafte onmiddellijk vijf nieuwe stoomlocomotieven aan voor het uitvoeren van de dienstregeling, maar dat bleek voorbarig. De regering was namelijk bang dat de SS te veel monopolie zou verkrijgen in het oosten van het land en bepaalde dat de exploitatie van de GOLS-lijnen en de Betuwelijn naar de HSM zou gaan. De SS was hier niet van gediend en zo ontstonden in Enschede en Hengelo eigen GOLS-stations, omdat de GOLS geen toegang tot de bestaande emplacementen van de SS kreeg.

## Einde van de GOLS
Al in 1893 wilde de HSM de winstgevende GOLS overnemen, maar dit lukte niet. In 1920 kreeg de HSM toestemming van de regering om de spoorlijnen van de GOLS, de EO (Enschede – Oldenzaal) en de KNLS over te nemen. De GOLS werd in 1928 opgeheven. In 1926 ging ook de eerste spoorlijn van Twente, Almelo – Salzbergen, over in handen van de HSM. Daarmee hadden de twee grote nationale spoorwegmaatschappijen het voor het zeggen in Twente. De concurrentie nam verder af en verdween bij de fusie van beide bedrijven tot Nederlandse Spoorwegen.
Spoorlijnen werden gesloten wanneer ze niet rendabel waren en zo eindigde na 1935 het reizigersvervoer op de GOLS-lijn Winterswijk – Enschede/Hengelo. Het goederenvervoer tussen Haaksbergen en Enschede bleef gehandhaafd tot 1972, waarna de Museum Buurtspoorweg (MBS) de lijn ging gebruiken. Bij de aanleg van de A35 in 1974 werd de lijn ingekort tot het gedeelte tussen Haaksbergen en Boekelo en is er geen spoorverbinding meer met de rest van het spoorwegnet. 
Het deel van de GOLS-lijn tussen Twekkelo en Hengelo bleef liggen als het Hengelo raccordement AKZO. Zie hieronder.
Afgezien van deze twee recreatieve lijnen is van de GOLS-lijnen alleen nog de lijn Winterswijk – Doetinchem – Zevenaar in gebruik, tegenwoordig in exploitatie bij Arriva en Breng.

## Spoorfietsen
In maart 2014 is de verbinding tussen de AKZO-lijn en het hoofdspoor, bij Hengelo, opgebroken. Bediening van de AKZO per spoor is daarmee niet meer mogelijk. De rest van de spoorlijn bleef liggen en werd niet afgebroken.
In februari 2016 maakte ProRail bekend de lijn te hebben verkocht aan de gemeente Hengelo die het vervolgens doorverkocht aan het bedrijf Rail Pleasure Holding BV in Hilversum. Het deel dat in februari 2014 werd opgebroken is in het voorjaar van 2016 hersteld door StruktonRail als MVO-bijdrage aan het project. Vanaf april 2016 kan er worden gespoorfietst op het voormalige AKZO-lijntje. Tussen de F35 en het FBK-stadion zijn een stalling en een perron gerealiseerd, waarop een kopie van een authentieke abri is gebouwd. De locatie is het officiële vertrekpunt en sinds april 2017 tevens Rustpunt in het Twentse wandel- en fietsroutenetwerk. Er kan over de gehele lengte van de lijn worden gefietst tot Twekkelo. Doordat er enkel spoor ligt, kunnen de spoorfietsen elkaar niet passeren, en dus wordt er een strakke dienstregeling gebruikt.

## Stations van de GOLS
- Zevenaar GOLS (1884)
- Didam (1884)
- Wehl (1884)
- Doetinchem (1883)
- Terborg (1883)
- Varsseveld (1884)
- Aalten (1884)
- Bredevoort (1883)
- Winterswijk GOLS (1907)

- Groenlo (1883)
- Eibergen (1883)
- Neede (1883)
- Borculo (1883)
- Zelhem (1883)
- Haaksbergen (1883)
- Boekelo (1883)
- Hengelo GOLS (1883)
- Enschede Noord (1885)